# ParisTech
ParisTech es la denominación desde 1999 del Instituto Tecnológico de París o Institut des sciences et technologies de Paris en idioma francés, una institución pública de educación superior francesa que reúne doce de las más prestigiosas escuelas de ingeniería de París.

## Miembros
ParisTech está formada por los siguientres centros docentes: 
- École nationale supérieure d'arts et métiers (Arts et Métiers ParisTech), fundada en 1780.
- École nationale des ponts et chaussées (École des Ponts ParisTech), fundada en 1747,
- Paris Institute of Technology for Life, Food and Environmental Sciences (AgroParisTech), fundada en 2007,
- École nationale de la statistique et de l'administration économique (ENSAE ParisTech), fundada en 1942,
- École supérieure de physique et de chimie industrielles de la ville de Paris (ESPCI ParisTech), fundada en 1882,
- École nationale supérieure de chimie de Paris (Chimie Paris ParisTech), fundada en 1896,
- École nationale supérieure des mines de Paris (MINES ParisTech), fundada en 1783,
- École nationale supérieure des télécommunications (TELECOM ParisTech), fundada en 1878,
- École nationale supérieure de techniques avancées (ENSTA ParisTech), fundada en 1970,
- École Polytechnique, fundada en 1794,
- Escuela de Estudios Superiores de Comercio (HEC), fundada en 1881

### Miembro asociado
- Institut d'Optique Graduate School (SupOptique), fundado en 1920